# Dodo Pizza
Dodo Pizza (ros.  Додо Пицца) – międzynarodowa sieć pizzerii, założona w 2011 roku w Syktywkarze w Rosji, z siedzibą główną w Moskwie. Działa w ramach grupy QSR Dodo Brands i posiada ponad 1000 restauracji w 21 krajach Europy, Bliskiego Wschodu, Azji i Afryki.
Fiodor Owczinnikow, założyciel sieci, twierdzi, że firma postrzega siebie jako napędzaną technologią spółkę handlową, opartą na zasadzie przejrzystości. Dodo Pizza korzysta z opartego na chmurze systemu o nazwie Dodo IS, który zbiera i przetwarza dane operacyjne, dostarcza analizy biznesowe w czasie rzeczywistym oraz pomaga pracownikom kuchni i dostawcom działać bardziej efektywnie, umożliwiając podejmowanie lepszych decyzji.

## Historia
W 2014 roku firma przeprowadziła największą wówczas inicjatywę crowdfundingową w Rosji, pozyskując ponad 2 miliony dolarów od 180 prywatnych inwestorów. Dodo trafiło także na pierwsze strony międzynarodowych gazet dzięki temu, co określono jako pierwszą na świecie komercyjną dostawę pizzy dronem, zrealizowaną dla klientów na centralnym placu w Syktywkarze.
We wrześniu 2018 roku Fiodor Owczinnikow ogłosił, że sieć zamierza zwiększyć swój zespół IT z 60 do 250 programistów w ciągu dwóch lat, a do października 2019 roku Dodo Pizza podwoiło jego liczebność.
W 2018 roku Dodo Pizza sprzedało prawa franczyzowe na Nigerię firmie Quality Foods Africa. Pierwsze 20 lokali Dodo zostało otwartych w październiku 2019 roku w Lagos.
W 2019 roku Dodo Pizza otworzyło w Chinach bezgotówkowy lokal z pizzą, określając ten kraj, obok Wielkiej Brytanii, jako swój „główny rynek przyszłości”. W listopadzie 2019 roku firma otrzymała nagrodę GRLC Distinction Award for Innovation podczas Global Restaurant Leadership Conference w Singapurze.
W 2019 roku firma planowała otworzyć 1000 lokali z pizzą w Europie, Azji i Afryce w ciągu kolejnych pięciu lat oraz osiągnąć 500 milionów dolarów przychodu z sieci do 2021 roku i miliard dolarów do 2024 roku.
W kwietniu 2021 roku Owczinnikow ogłosił, że Dodo Pizza wycofa się z działalności w Chinach z powodu odrzucenia globalnego modelu biznesowego przez firmę oraz trudności napotkanych na chińskim rynku, takich jak duża konkurencja, złożona mentalność konsumentów i niewłaściwie dobrany model biznesowy. Tego samego roku w Warszawie otwarto także pierwszy lokal Dodo Pizza w Polsce.
W 2022 roku założyciel sieci ogłosił, że Dodo Pizza wycofa się z Wielkiej Brytanii, gdzie działało pięć lokali. Jednym z powodów problemów sieci były sankcje gospodarcze nałożone na Rosję po jej inwazji na Ukrainę, jednak brytyjskie oddziały już wcześniej notowały spadki obrotów.